# 天主教邦加教區
天主教邦加教區（拉丁語：Dioecesis Gbarngana）是利比里亞一個羅馬天主教教區，屬蒙羅維亞總教區。
教區成立於1986年11月17日，包括東北部三縣，2006年有教友16,200人（佔轄區總人口1.2%）、十二個堂區、五名司鐸。現任教區主教為安东尼·法拉赫·博瓦赫。